# ヘンリー・プリティー (初代ダナリー男爵)

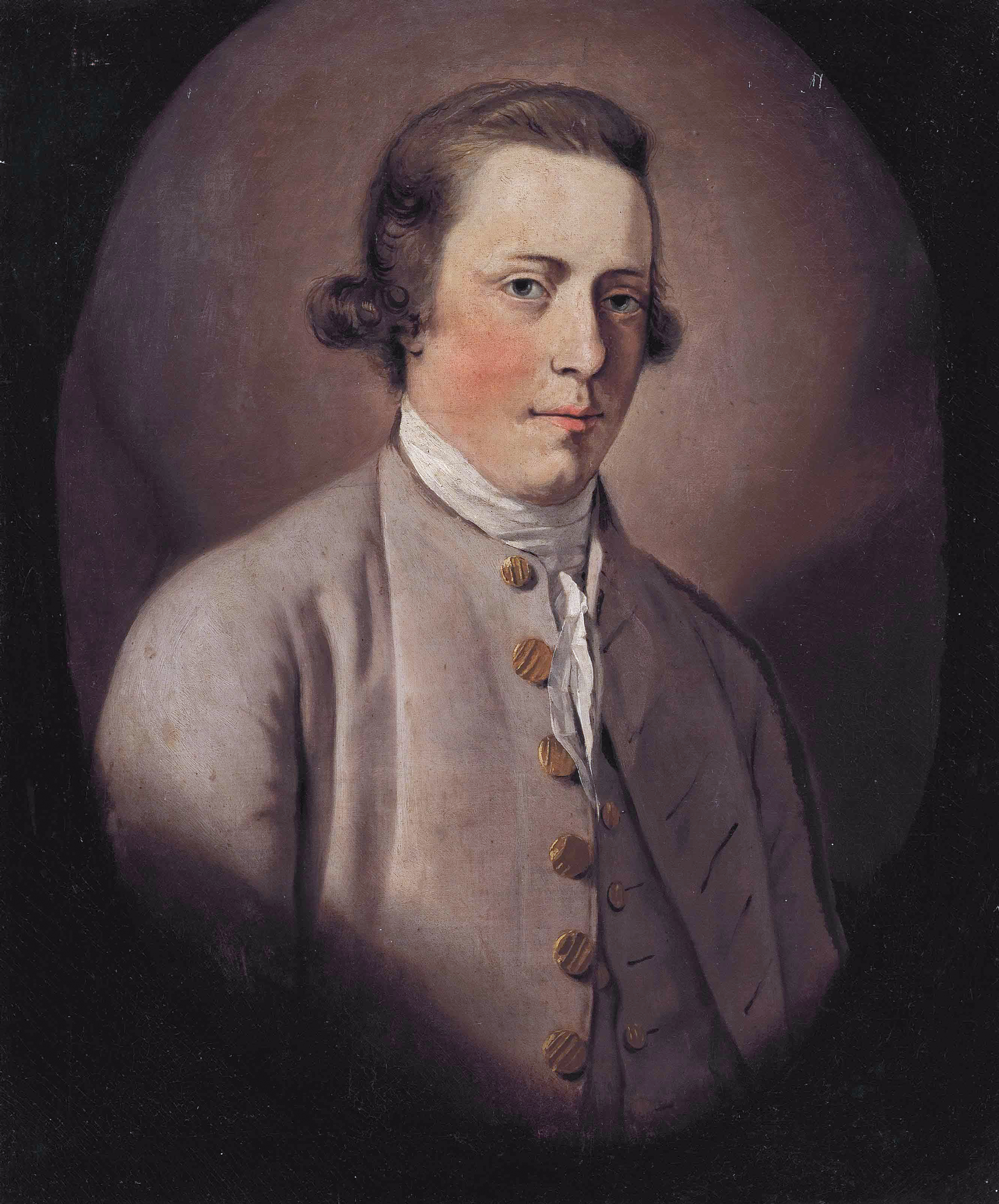
初代ダナリー男爵の肖像画

初代ダナリー男爵ヘンリー・プリティー（英語: Henry Prittie, 1st Baron Dunalley、1743年10月3日 – 1801年1月3日）は、アイルランド王国の政治家、貴族。

## 生涯
ヘンリー・プリティー（Henry Prittie）とデボラ・ニール（Deborah Neale、ベンジャミン・ニールの娘）の息子として、1743年10月3日に生まれた。
1767年から1768年までバナハー選挙区の、1769年から1776年までゴウラン選挙区の、1776年から1790年までティペラリー選挙区の代表としてアイルランド庶民院議員を務めた。また、1771年にティペラリー県長官を務めた。
1800年7月31日、アイルランド貴族であるティペラリー県におけるキルボイのダナリー男爵に叙された。
1801年1月3日にティペラリー県キルボイ（Kilboy）で死去、息子ヘンリー・サドラーが爵位を継承した。

## 家族
1766年1月6日、キャサリン・サドラー（Catherine Sadleir、1821年2月26日没、フランシス・サドラーの娘）と結婚した。
- ヘンリー・サドラー（1775年 – 1854年） - 第2代ダナリー男爵[3]
- フランシス・アルドバラ（英語版）（1779年 – 1853年） - 2度結婚しており、2人の妻ともに子供をもうけた[3]。第3代ダナリー男爵ヘンリー・プリティーの父[3]